# Oussama Raoui
Oussama Raoui (13 novembre 2002) è un calciatore marocchino, difensore del FUS Rabat.

## Carriera

### Club
Cresciuto nel settore giovanile del FUS Rabat, debutta in prima squadra il 4 aprile 2021 in occasione dell'incontro di Botola 1 Pro pareggiato 1-1 contro il Maghreb Fès.

### Nazionale
Ha giocato nelle nazionali giovanili marocchine Under-17 ed Under-20.

## Statistiche
Statistiche aggiornate al 1º gennaio 2022.

### Presenze e reti nei club
| Stagione        | Squadra         | Campionato      | Campionato | Campionato | Coppe nazionali | Coppe nazionali | Coppe nazionali | Coppe continentali | Coppe continentali | Coppe continentali | Altre coppe | Altre coppe | Altre coppe | Totale | Totale | Totale |
| Stagione        | Squadra         | Comp            | Pres       | Reti       | Comp            | Pres            | Reti            | Comp               | Pres               | Reti               | Comp        | Pres        | Reti        | Pres   | Reti   |        |
| --------------- | --------------- | --------------- | ---------- | ---------- | --------------- | --------------- | --------------- | ------------------ | ------------------ | ------------------ | ----------- | ----------- | ----------- | ------ | ------ | ------ |
| 2020-2021       | FUS Rabat       | B1              | 17         | 0          | CM              | 0               | 0               |                    | -                  | -                  |             | -           | -           | 17     | 0      |        |
| 2021-2022       | FUS Rabat       | B1              | 8          | 0          | CM              | 0               | 0               |                    | -                  | -                  |             | -           | -           | 8      | 0      |        |
| Totale carriera | Totale carriera | Totale carriera | 25         | 0          |                 | 0               | 0               |                    | -                  | -                  |             | -           | -           | 25     | 0      |        |